# Condado de Madison (Florida)
El condado de Madison es un condado ubicado en el estado de Florida. En 2000, su población era de 18 733 habitantes. Su sede está en Madison. En el Condado de Madison está prohibido la venta de bebidas alcohólicas.

## Historia
El Condado de Madison fue fundado en 1827. Su nombre se puso en honor a James Madison, cuarto Presidente de los Estados Unidos entre 1809 y 1817.

## Demografía
Según el censo de 2000, el condado cuenta con 18. 733 habitantes, 6629 hogares y 4680 familias residentes. La densidad de población es de 10 hab/km² (27 hab/mi²). Hay 7836 unidades habitacionales con una densidad promedio de 4 u.a./km² (11 u.a./mi²). La composición racial de la población del condado es 57,49% Blanca, 40,30% Afroamericana o Negra, 0,32% Nativa americana, 0,32% Asiática, 0,02% De las islas del Pacífico, 0,51% de Otros orígenes y 1,04% de dos o más razas. El 3,20% de la población es de origen Hispano o Latino cualquiera sea su raza de origen.
De los 6629 hogares, en el 31,90% de ellos viven menores de edad, 48,90% están formados por parejas casadas que viven juntas, 17,50% son llevados por una mujer sin esposo presente y 29,40% no son familias. El 25,40% de todos los hogares están formados por una sola persona y 11,60% de ellos incluyen a una persona de más de 65 años. El promedio de habitantes por hogar es de 2,57 y el tamaño promedio de las familias es de 3,06 personas.
El 25,30% de la población del condado tiene menos de 18 años, el 9,20% tiene entre 18 y 24 años, el 28,20% tiene entre 25 y 44 años, el 22,70% tiene entre 45 y 64 años y el 14,60% tiene más de 65 años de edad. La mediana de la edad es de 36 años. Por cada 100 mujeres hay 107,60 hombres y por cada 100 mujeres de más de 18 años hay 106,80 hombres.
La renta media de un hogar del condado es de $26 533, y la renta media de una familia es de $31 753. Los hombres ganan en promedio $25 255 contra $19 607 para las mujeres. La renta per cápita en el condado es de $12 511. 23,10% de la población y 18,90% de las familias tienen entradas por debajo del nivel de pobreza. De la población total bajo el nivel de pobreza, el 30,10% son menores de 18 y el 22,50% son mayores de 65 años.

## Ciudades y pueblos
- Greenville
- Lee
- Madison

### Administración local
- Junta de comisionados del Condado de Madison
- Supervisión de elecciones del Condado de Madison
- Registro de propiedad del Condado de Madison
- Oficina del alguacil del Condado de Madison
- Oficina de impuestos del Condado de Madison

### Turismo
- Cámara de comercio del Condado de Madison Archivado el 17 de diciembre de 2014 en Wayback Machine.

- Datos: Q494463
- Multimedia: Madison County, Florida / Q494463